# 新北市區公車937路線
新北市區公車937路線，由大都會客運營運。起點為林口，終點為捷運圓山站。車輛提供Free 4G、USB充電服務。
新北市區公車937副線路線，由大都會客運營運。起點為林口轉運站，終點為捷運圓山站。

## 歷史
- 2012年7月20日正式行駛。[2][3][4]
- 2021年10月15日起配合林口轉運站啟用，新闢937(副線)「林口轉運站」至「捷運圓山站」路線，另937試辦部分班次尖峰時段不行經龜山地區與林口長庚醫院站位。
- 2024年12月23日起937A線往程取消停靠「高公局」站位。[5]
- 2025年2月17日起副線調整頭班車時刻[6]
- 2025年4月28日起裁撤「捷運林口站」(北向)暨進駐「林口轉運站」[7]
- 2025年6月2日獲配2輛原橘17路線HINO新車(KKA-0625、KKA-0627)
- 2025年6月9日獲配1輛原橘17路線HINO新車(KKA-0626)

## 歷史車輛照片集

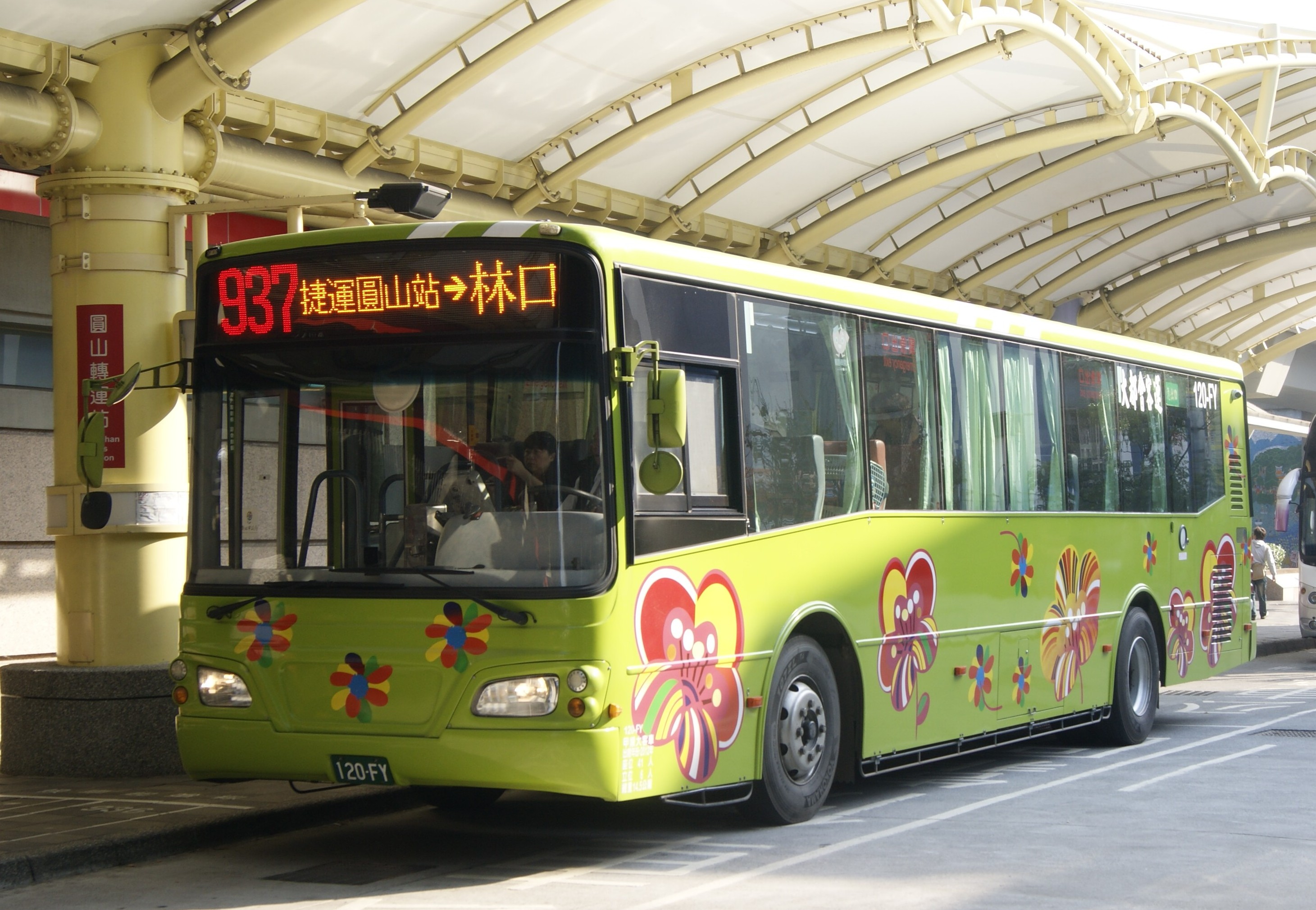
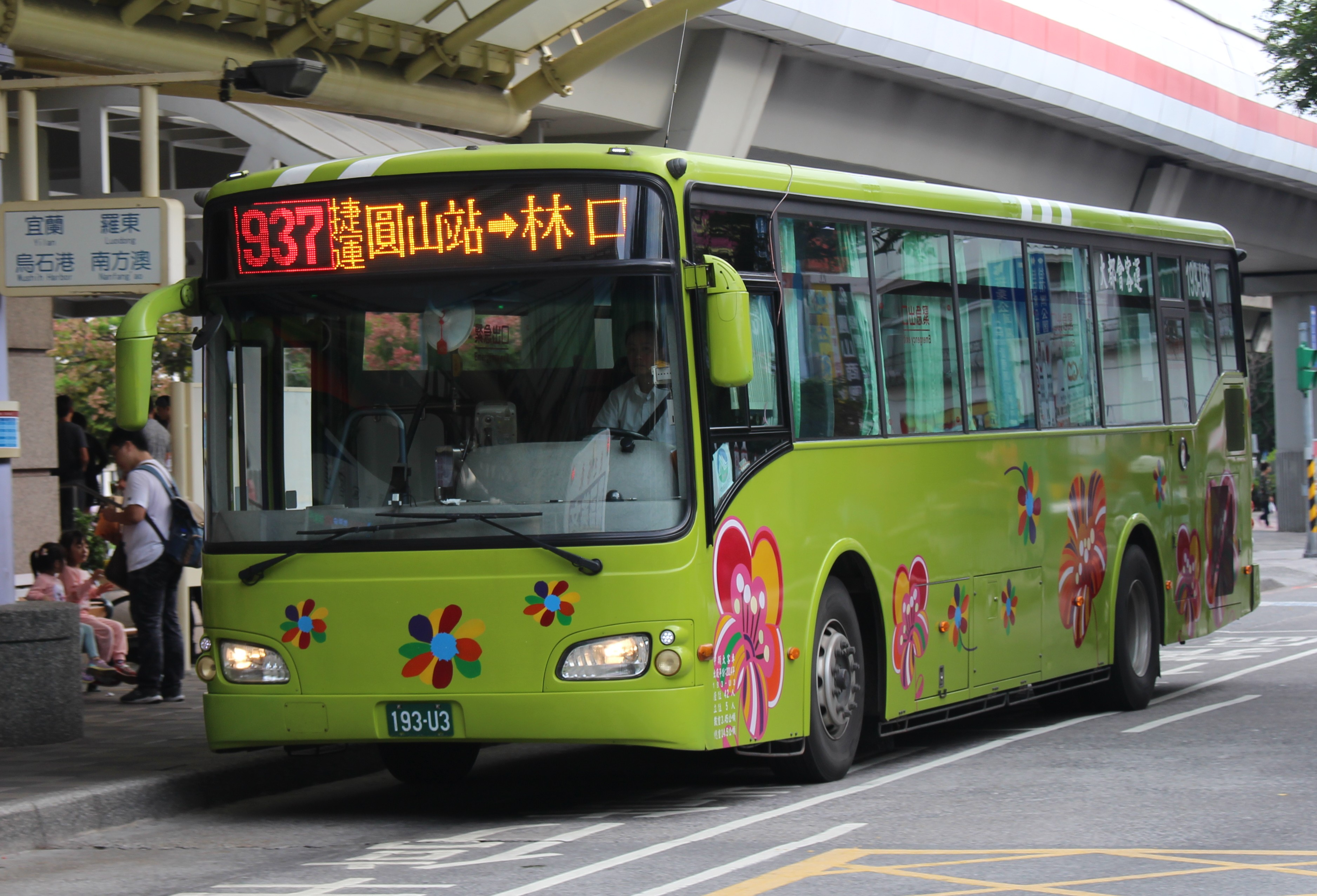